# Schule am Luisenhof
Die Schule am Luisenhof ist eine Oberschule beinhaltendes Schulzentrum in Nordenham, Landkreis Wesermarsch.

## Die Schule
Die Schule wurde im Jahr 1975 gebaut. Seit Bestehen der Schule teilen sich die Hauptschule und die Realschule ein Gebäude. Aktuell werden etwa 430 Schüler von 35 Lehrern an der Schule unterrichtet. Schulleiter ist Rainer Janßen.

## Gebäude
Die Schule am Luisenhof besteht aus dem Hauptgebäude, dem Ursprungsbau von 1975 und einem Aufbau von 2007; die Schule wurde um sechs Klassenräume erweitert, dafür wurde ein zweites Stockwerk auf das Dach der Schule gesetzt.
Zusätzlich gehört zu der Schule eine Sporthalle, ein Schwimmbad und eine Schülerbücherei.

## Ganztagsschule
Die Schule am Luisenhof ist eine freiwillige Ganztagsschule. Das bedeutet, dass es nach dem regulären Unterricht, der bis 12.50 Uhr geht, ein umfangreiches freiwilliges Angebot an die Schüler gibt. Das Ganztagsangebot wird von ca. 90 % der Schüler genutzt.

### AGs
Insgesamt werden an der Schule am Luisenhof 17 AGs angeboten. Darunter z. B. eine Porsche AG, bei denen die Schüler unter fachkundiger Anleitung einen alten Porsche Trecker aufarbeiten. Erfolgreiche Arbeitsgemeinschaften sind die Trampolin AG sowie die Koch AG.

### Freizeitraum
Als niedrigsschwelligstes Freizeitangebot für den Nachmittag kann der Freizeitraum angesehen werden. Der Schultag für die Schüler endet um 15.30 Uhr.

## Schulsozialarbeit
Seit 1996 hat die Schule am Luisenhof eine Sozialarbeiterstelle an der Schule. Die Aufgaben der Schulsozialarbeit umfasst die Betreuung des in den Pausen und am Nachmittag den Schülern zur Verfügung stehenden Freizeitraumes, vielfältige Präventionsarbeit, Beratungsangebote und die Netzwerkarbeit mit Jugendamt und Beratungsstellen. Die Schulsozialarbeit der Schule am Luisenhof hat einen Sitz im Präventionsrat für die Stadt Nordenham.

## Blexer Weihnachtsmarkt
Wichtig und traditionsreich für die Schule am Luisenhof ist der Blexer Weihnachtsmarkt. Ca. vier Wochen vor Weihnachten finden im Schulgebäude ein großer Weihnachtsmarkt mit mehreren tausend Besuchern statt.